# Hallvard Gunnarssøn
Hallvard Gunnarssøn, född omkring 1550, död 1608 i Oslo, var en norsk skolman och författare.
Hallvard Gunnarssøn fick en teologisk utbildning i Danmark och Tyskland, innan han 1577 blev teologie lektor i Oslo, där han tillhörde kretsen kring den kulturellt aktive biskop Jens Nilssøn. Hallvard Gunnarssøn var en flitig författare. Han vände sig till den lärda världen med Chronicon regum Norvegiae (1606), en norsk historia på latinsk vers, och dikter på latin, till de breda lagren med Aandelig spørgsmaals-bog (1602), populärt kallad Præstepinen, en översättning från tyskan som under mer än två sekler utkom i en rad upplagor, och Underlige sporgsmaale, lystige at høre og læse, som bland annat utnyttjades av Ludvig Holberg.